# Freie Wählergemeinschaft Ulm
Die Freie Wählergemeinschaft Ulm e. V. (FWG) ist eine freie Wählergemeinschaft in Ulm in der Rechtsform eines eingetragenen Vereins. Die FWG Ulm sieht sich als Interessenvertretung für alle Ulmer Stadtteile. 
Bei der Kommunalwahl 2014 erhielt die FWG Ulm 8,1 % der Stimmen und zog mit den zwei Stadträten Timo Ried und Rüdiger Reck in den Ulmer Gemeinderat ein.
Bei der Kommunalwahl 2019 errang die FWG Ulm mit 6,9 % der Stimmen drei Sitze und zog mit Timo Ried, Jürgen Kriechbaum und Brigitte Ried in den Ulmer Gemeinderat ein.
Die FWG Ulm bildet mit anderen freien Wählergruppen (UWS, WWG und UVL) die FWG-Fraktion, die 10 der insgesamt 40 Sitze im Ulmer Gemeinderat innehat (Stand 2022).